# Marek Janiak
Marek Janiak (ur. 10 września 1955 w Łodzi) – polski architekt, profesor sztuk plastycznych, nauczyciel akademicki, artysta multimedialny.

## Życiorys
Architekt Miasta Łodzi (od 2011). Profesor sztuk plastycznych (od 2012), doktor habilitowany, pracownik naukowy na Wydziale Budownictwa, Architektury i Inżynierii Środowiska Politechniki Łódzkiej na kierunku Architektura i Urbanistyka, wykładowca „Fotografii i estetyki”. Były wieloletni prezes Fundacji Ulicy Piotrkowskiej. Fotografik, członek grup: Łódź Kaliska (od 2002 wiceprezes), Kultura Zrzuty (w latach 80. XX w.) i 
„urząd ® miasta”, niezależny kandydat do Senatu RP w wyborach w 2005 roku. Autor rzeźby Drzewo w mieście nie umiera przy ul. Piotrkowskiej 101 w Łodzi.

## Nagrody
- Sprężyna (2004) – nagroda „Tygla Kultury”, honorowe wyróżnienie za działania wykraczające poza zwyczajowo przyjęte obowiązki w regionie Łódzkim[8],
- Nagroda Miasta Łodzi (2011)[9],
- Brązowy Krzyż Zasługi (2011)[10],
- Medal 600-lecia Łodzi (2023)[11].